# ليندر كوكس
ليندر كوكس (بالإنجليزية: Leander Cox) هو محامي وسياسي أمريكي، ولد في 7 مايو 1812 في مقاطعة كومبرلاند في الولايات المتحدة، وتوفي في 19 مارس 1865. انتخب عضو مجلس النواب الأمريكي.